# Győző Martos
Győző Martos (Budapeste, 15 de dezembro de 1949) é um ex-futebolista profissional húngaro que atuava como defensor.

## Carreira
Győző Martos fez parte do elenco da Seleção Húngara de Futebol, da Copa de 1978 e 1982.